# フレンチ・キスのキス旅
『フレンチ・キスのキス旅』（フレンチ・キスのキスたび）は、2014年7月2日（1日深夜）から9月24日（23日深夜）までテレビ東京で放送されていた深夜の海外旅番組。また、2015年7月6日（5日深夜）から3ヶ月間、同局で放送された『フレンチ・キスのキス旅2』（フレンチ・キスのキスたびツー）についても記載する。

## 概要
フレンチ・キスの3人が自分たちだけで海外旅行に挑戦し女子旅の楽しさを伝える情報番組。メンバー1人旅を他のメンバーがプロデュースする。フレンチ・キス初冠番組。
2014年7月6日より、ファミリー劇場でも放送開始（毎週日曜日18:30 - 19:00、リピート放送なし）。地上波ではテレビ東京のみ放送（関東ローカル）だが、ファミリー劇場の視聴環境があれば全国どこでも視聴可なので、実質的な全国放送にもなっている。また、ファミリー劇場も見る環境が無い人のために2週遅れだが、YouTubeの公式チャンネルでも配信されている。
2015年7月6日より9月27日まで『フレンチ・キスのキス旅2』を放送（解散決定に伴い終了）。

## 出演者
- フレンチ・キス（柏木由紀、高城亜樹、倉持明日香）

## ネット局
『フレンチ・キスのキス旅』
| 放送対象地域 | 放送局名                           | 系列           | 放送期間                | 放送時間                               | 遅れ日数   |
| ------------ | ---------------------------------- | -------------- | ----------------------- | -------------------------------------- | ---------- |
| 関東広域圏   | テレビ東京                         | テレビ東京系列 | 2014年7月1日 - 9月23日  | 火曜 26:40 - 27:10（水曜 2:40 - 3:10） | 番組配信局 |
| 日本全国     | ファミリー劇場                     | CSチャンネル   | 2014年7月6日 - 9月28日  | 日曜 18:30 - 19:00                     | 5日遅れ    |
| 世界全域     | イモトのWiFi YouTube公式チャンネル | インターネット | 2014年7月15日 - 10月7日 | 火曜 0:00 更新                         | 15日遅れ   |

『フレンチ・キスのキス旅2』
| 放送対象地域 | 放送局名                           | 系列           | 放送期間               | 放送時間                               | 遅れ日数   |
| ------------ | ---------------------------------- | -------------- | ---------------------- | -------------------------------------- | ---------- |
| 関東広域圏   | テレビ東京                         | テレビ東京系列 | 2015年7月5日 - 9月27日 | 日曜 25:05 - 25:35（月曜 1:05 - 1:35） | 番組配信局 |
| 日本全国     | ファミリー劇場                     | CSチャンネル   | 2015年7月12日 -        | 日曜 18:30 - 19:00                     | 7日遅れ    |
| 世界全域     | イモトのWiFi YouTube公式チャンネル | インターネット | 2015年7月19日 -        | 日曜 0:00 更新                         | 14日遅れ   |

## スタッフ
- 企画:大澤剛
- 構成:伊藤のぶゆき
- ブレーン:高橋ヒサシ
- 撮影:小林考至
- AUD:田原裕太
- メイク:小林真理子
- オープニング・番組ロゴ:久保亜美香
- EED:森威志
- MA:塚本啓介
- テーマ曲:フレンチ･キス「思い出せない花」
- 技術協力:スウィッシュ・ジャパン、オムニバス・ジャパン
- 協力:藤森俊吾
- 制作協力:ANA
- 撮影協力:菊地寛子、Asia Media Network Communications PteLtd
- AD:奥田啓太
- ディレクター:梅津芳臣
- 演出:山口雅由
- プロデューサー:佐藤雅之、北代武士、山﨑雄二郎
- 制作:東北新社
- 製作著作:ワタナベエンターテインメント